# David Crosby
David Van Cortlandt Crosby (Los Angeles, Kalifornia, 1941. augusztus 14. – Santa Ynez, 2023. január 18.) amerikai gitáros, énekes és dalszerző. Alapító tagja a The Byrds és a Crosby, Stills & Nash (and Young) (CSN vagy CSNY) nevű együtteseknek. Mindkét együttes tagjaként beiktatták a Rock and Roll Hall of Fame-be.

## Élete

### Ifjúkora
Crosby a kaliforniai Los Angelesben született. Édesanyja Aliph Van Cortlandt Whitehead, édesapja pedig Floyd Crosby Oscar-díjas operatőr volt. David a montecitói Crane Country Day School diákja volt. Itt a A Penzance kalózai című vígoperában és más musicalekben is szerepelt. Tanulmányait a Carpinteriában lévő Cate Schoolban fejezte be. Szülei 1960-ban elváltak.
Eredetileg színésznek készült, de tanulmányait félbehagyta, hogy zenélhessen. A New York-i Greenwich Village-be költözött, ahol Bob Dylan is gyakran játszott. Fred Neil személyében Dylannel közös mentora is volt. Jim Dickson producer segítségével Crosby 1963-ban készítette el első stúdiófelvételét.

### The Byrds
1964 elején Crosby a Jet Set nevű együttes tagjaként klubokban lépett fel. Az együttes másik két tagja Roger McGuinn (akkor még Jimnek hívták) és Gene Clark volt. Nem sokkal később felvették a The Byrds nevet, az együtteshez pedig Chris Hillman basszusgitáros és Michael Clarke dobos csatlakozott. Clarke-ot állítólag Crosby fedezte fel, amikor az a tengerparton kongázott. Valahogy hozzájutottak Bob Dylan Mr. Tambourine Man című dalának demófelvételéhez, melyet fel is vettek. A dalban kulcsszerepe volt McGuinn 12 húros gitárjának, valamint Crosby és Clark vokáljának. A dal a slágerlisták élére került.
Az együttes „védjegye” McGuinn „csilingelő” hangzású 12 húros gitárja volt, melynek használatát George Harrison ihlette az Egy nehéz nap éjszakája című filmben. Crosby érdeme volt a dalok néha szokatlan szerkezete és a vokálharmóniák tisztasága.
1966-ban Gene Clark, a Byrds első számú dalszerzője a repülőutak okozta stresszre hivatkozva otthagyta az együttest. Ennek következtében a dalok írása McGuinnre és Crosbyra hárult. Crosby élt a lehetőséggel, és a folyamatos gyakorlásnak köszönhetően hamarosan termékeny és tehetséges dalszerző lett. Korai szerzeményei között volt a korszakalkotó Eight Miles High, amit Clarkkal és McGuinnel együtt írt, valamint a Why (McGuinnel közösen), mely Crosby egyik legjobb dala. Sokan Crosby érdemének tartják a Hey Joe című dal népszerűvé válását, miután Dino Valentétől megtanulta azt. Crosby először Bryan MacLeannek és Arthur Leenek, a Love vezetőjének, Lee pedig a The Leaves tagjainak tanította meg a dalt. Mivel felelősnek érezte magát a dal népszerűségéért, Crosby rávette a Byrds többi tagját, hogy vegyék fel Fifth Dimension című albumukra. Mire az együttes 1967-es albuma, a Younger Than Yesterday megjelent, Crosby kezdte rátalálni egyéni hangjára.
A Crosby és társai közötti feszültség 1967-ben két ok miatt is a tetőpontjára hágott. Június 18-án, a Monterey-i popfesztiválon Stephen Stills kérésére a Buffalo Springfielddel lépett fel, mert Neil Young nem ment el a koncertre. A Byrds sem kislemezen, sem pedig a The Notorious Byrd Brothers című albumon nem akarta megjelentetni Crosby Triad című dalát. Társai szerint a dal témája (ménage à trois – szerelmi háromszög) túl merész volt. Crosbyt annyira feldühítette az eset, hogy egyre ritkábban jelent meg a stúdióban. Ennek eredményeképp 1967 őszén kirúgták az együttesből. A dalt Crosby a Jefferson Airplane-nek adta és az együttes 1968-as, Crown of Creation című albumán jelent meg. A CSNY 1971-es Four Way Street című koncertalbumán Crosby a dal akusztikus változatát adta elő. A Byrds verziója az 1988-as Never Before című válogatásalbumon jelent meg, később pedig a The Notorious Byrd Brothers új CD-kiadására is felkerült.

### Crosby, Stills & Nash (and Young)
1968 márciusában Cass Elliot partiján Crosby találkozott Stephen Stillsszel, akinek szintén nem volt együttese (a Buffalo Springfield akkoriban oszlott fel). A két zenész ezután gyakran találkozott és zenélt együtt. Nem sokkal ezután csatlakozott hozzájuk Graham Nash, aki azért lépett ki a The Holliesből, hogy Crosbyval és Stilsszel játszhasson.
Első albumuk, az 1969-es Crosby, Stills & Nash rendkívül sikeres volt. Két dala bekerült a Top 40-be és a rádiók is gyakran játszották.
A CSN tagjaként Crosby több fontos dalt írt; ezek között van a Guinnevere, az Almost Cut My Hair, a Long Time Gone és a Delta. A Wooden Ships című dalt Stillsszel és a Jefferson Airplane gitárosával, Paul Kantnerrel írta.
1969-ben csatlakozott hozzájuk Neil Young, akivel a woodstocki fesztiválon is szerepeltek. Ezután vették fel Déjà Vu című albumukat, ami 1970-ben jelent meg és listavezető lett. Ebben az évben Crosby barátnője, Christine Hinton autóbalesetben meghalt, néhány nappal azután, hogy Debbie Donovannel San Franciscóba költöztek. Crosbyt lesújtotta az eset és a korábbinál egyre többször használt kábítószereket. Ennek ellenére olyan dalokat írt, mint az Almost Cut My Hair és a címadó Déjà Vu. A Four Way Street megjelenése után az együttes határozatlan időre beszüntette működését, a tagok pedig saját karrierjükkel foglalkoztak.
Crosby egy rövid ideig David and the Dorks néven a Grateful Dead tagjaival lépett fel. Egy koncertjüket 1970. december 15-én fel is vették.
A CSNY 1973-ban tért vissza egy turné erejéig. Ebben az időben új albumot kezdtek felvenni, melynek Human Highway lett volna a címe. A Neil Young farmján folyó felvételeket azonban állandó ellenségeskedés kísérte. Egy idő után a hangulat olyan nyomasztóvá vált, hogy abbahagyták a munkát. 1974-ben újra összeálltak, hogy világkörüli turnéra induljanak. Az ellenséges viszony megmaradt, de a turnét sikerült befejezniük. Újra megpróbáltak felvenni egy albumot, de a munkát már korán abba kellett hagyni, így csak egy válogatásalbum jelent meg So Far címmel.

### Szólókarrier
Crosby első szólóalbuma, az If I Could Only Remember My Name 1971-ben jelent meg. A felvételeken több ismert zenész közreműködött, például Nash, Young, Joni Mitchell, a Jefferson Airplane, a Grateful Dead és a Santana tagjai. A Rolling Stone-ban elmarasztaló kritikát kapott, ám az idő előrehaladtával egyre népszerűbbé vált és még ma is kapható.
Crosby és Nash több közös albumot jelentetett meg Crosby & Nash név alatt. Crosby fontosabb dalai, amiket az 1970-es években írt: Where Will I Be?, Carry Me, Bittersweet, Time After Time, Foolish Man, In My Dreams.
Hogy újra közel kerüljön a San Franciscó-i környezethez, melyben első albuma készült, Crosby 1975-ben részt vett Ned Lagin Seastones című albumának felvételein, melyen a Grateful Dead és a Jefferson Starship tagjai is részt vettek. Emellett vokálozott a Hot Tuna Highway Song című dalában, ami az együttes 1972-es Burgers című albumán jelent meg. 1999-ben Lucinda Williamsszel énekelte el a Return of the Grievous Angel: A Tribute to Gram Parsons című album címadó dalát.
2006-ban Crosby és Nash részt vett David Gilmour On an Island című albumának felvételein, amikor a címadó dalban énekeltek. Az album 2006 márciusában jelent meg és listavezető lett. 2006 májusában mindketten felléptek Gilmour koncertjén a Royal Albert Hallban, majd közös amerikai turnéra indultak. A Royal Albert Hallbeli koncert Gilmour Remember That Night című DVD-jén jelent meg 2007-ben.

### Színészi karrier
Az 1990-es évek elején Crosby a The John Larroquette Show több részében is feltűnt, ahol John Hemingway Anonim Alkoholista-támogatóját játszotta. A Roseanne című sorozatban Bonnie Bramlett férjét alakította. A Hook című filmben kalózt, a Lánglovagokban hippit, a Viharszívben pedig csapost játszott.
Crosby A Simpson család Marge in Chains és Homer's Barbershop Quartet című epizódjaiban saját magát alakította.

### Egészségi problémák
Crosby 1995-ben májátültetésen esett át, amiről a sajtó is beszámolt. Korábbi drogfüggősége miatt a műtét több vitát kavart.
Crosby 1-es típusú cukorbetegségben szenved, ezért rendszeresen inzulinnal kezelik. 2000-ben Melissa Etheridge bejelentette, hogy az ő és Julie Cypher mesterséges megtermékenyítésből származó két gyermekének David Crosby a biológiai apja.

### Halála
David Crosby 2023. január 18-án rosszul érezte magát ezért lefeküdt aludni, de már soha nem ébredt fel. Halálát koronavírus-fertőzés okozta.

## Diszkográfia

### Szólóalbumok
- If I Could Only Remember My Name (1971)
- Oh Yes I Can (1989)
- Thousand Roads (1993)
- It’s All Coming Back to Me Now… (1995)
- King Biscuit Flower Hour (1996)
- Live (2000)
- Déjà Vu (2002)
- Greatest Hits Live (2003)
- From The Front Row…Live! (2003)
- Voyage Box Set (2006)
- Croz (2014)
- Lighthouse (2016)

### CPR(Crosby, Pevar & Raymond)
- CPR (1998)
- Live at Cuesta College (1998)
- Live at the Wiltern (1999)
- Just Like Gravity (2001)

## Bibliográfia
- Dave Zimmer–Henry Diltz: Crosby, Stills & Nash: The Authorized Biography (St. Martin's Press, 1984) ISBN 0-312-17660-0
- David Crosby: Long Time Gone: The Autobiography of David Crosby (Da Capo Press, 2005) ISBN 0-306-81406-4